# Liège-Bastogne-Liège 1894
La 3e édition de la course cycliste Liège-Bastogne-Liège  a eu lieu le 26 août 1894 et a été remportée pour la troisième fois par le Belge Léon Houa. L'épreuve comptait 250 kilomètres et le vainqueur la termina en 8 h 52 min 5 s, soit 25,15 km/h de moyenne. Elle était ouverte aux amateurs et aux professionnels et a été disputée sur le parcours Spa-Bastogne-Spa, Spa étant un grand centre cycliste professionnel en cette fin de XIXe siècle.

## Classement final
| \| 1. Léon Houa \| Belgique \| en \| 8 h 52 min 05 s \| \| 2. Louis Rasquinet \| Belgique \| + \| 7 min 00 s \| \| 3. Rene Nulens \| Belgique \| \| 25 min 00 s \| \| 4. Maurice Garin \| Italie \| \| 43 min 00 s \| \| 5. Palau \| Belgique \| \| 53 min 00 s \| \| 6. Armand Cardol \| Belgique \| \| 53 min 00 s \| \| 7. Jos Berchmans \| Belgique \| \| 1 h 11 min 00 s \| \| 8. Dethioux \| Belgique \| \| 1 h 30 min 00 s \| \| 9. Mativa \| Belgique \| \| 1 h 38 min 00 s \| \| 10. Ernest Winkin \| Belgique \| \| 1 h 38 min 00 s \| |          |    |                 |
| 1. Léon Houa | Belgique | en | 8 h 52 min 05 s |
| 2. Louis Rasquinet | Belgique | +  | 7 min 00 s      |
| 3. Rene Nulens | Belgique |    | 25 min 00 s     |
| 4. Maurice Garin | Italie   |    | 43 min 00 s     |
| 5. Palau | Belgique |    | 53 min 00 s     |
| 6. Armand Cardol | Belgique |    | 53 min 00 s     |
| 7. Jos Berchmans | Belgique |    | 1 h 11 min 00 s |
| 8. Dethioux | Belgique |    | 1 h 30 min 00 s |
| 9. Mativa | Belgique |    | 1 h 38 min 00 s |
| 10. Ernest Winkin | Belgique |    | 1 h 38 min 00 s |